# Spelkonsol

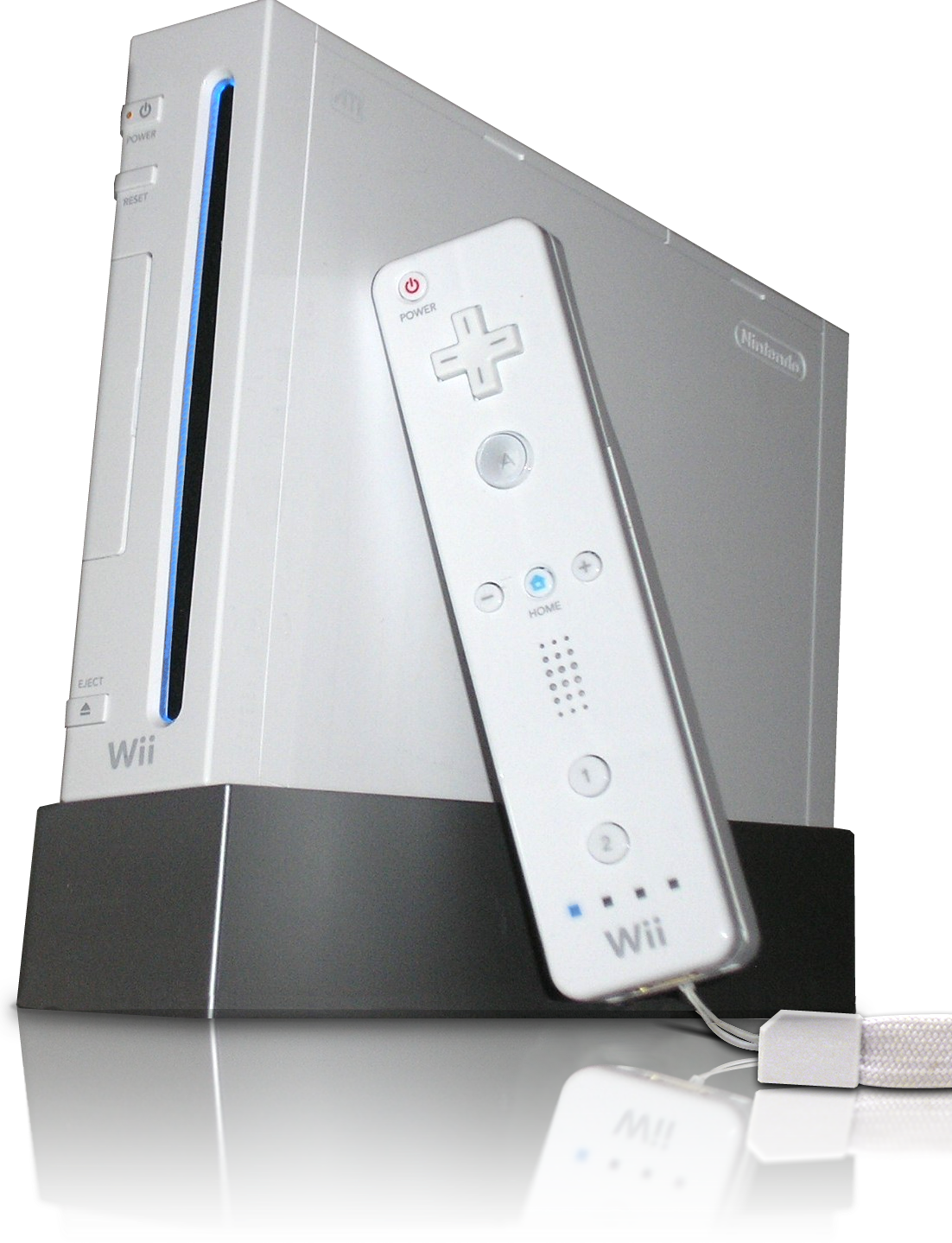
Nintendos Wii, världens snabbast säljande spelkonsol (2006).

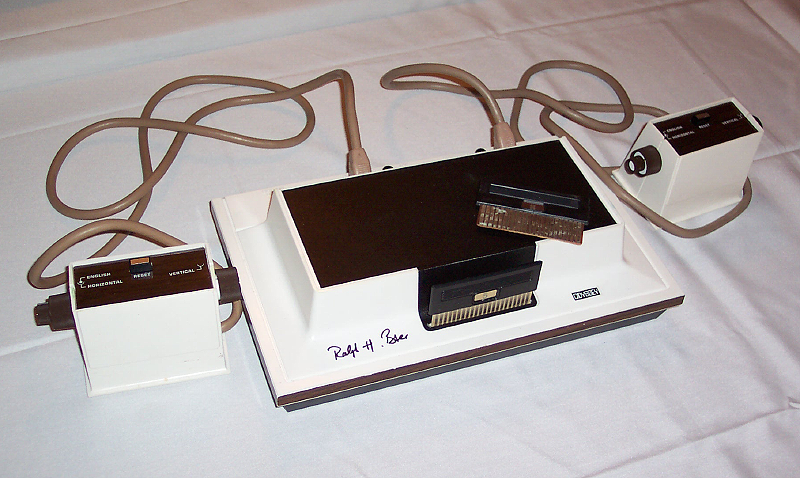
Magnavox Odyssey, världens första spelkonsol (1972).

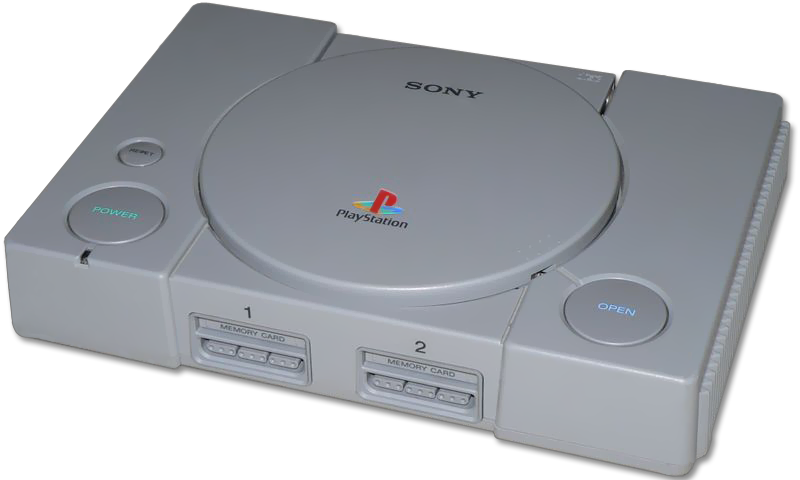
Playstation – Sonys första spelkonsol lanserades 1994 och blev en säljframgång på 1990-talet.

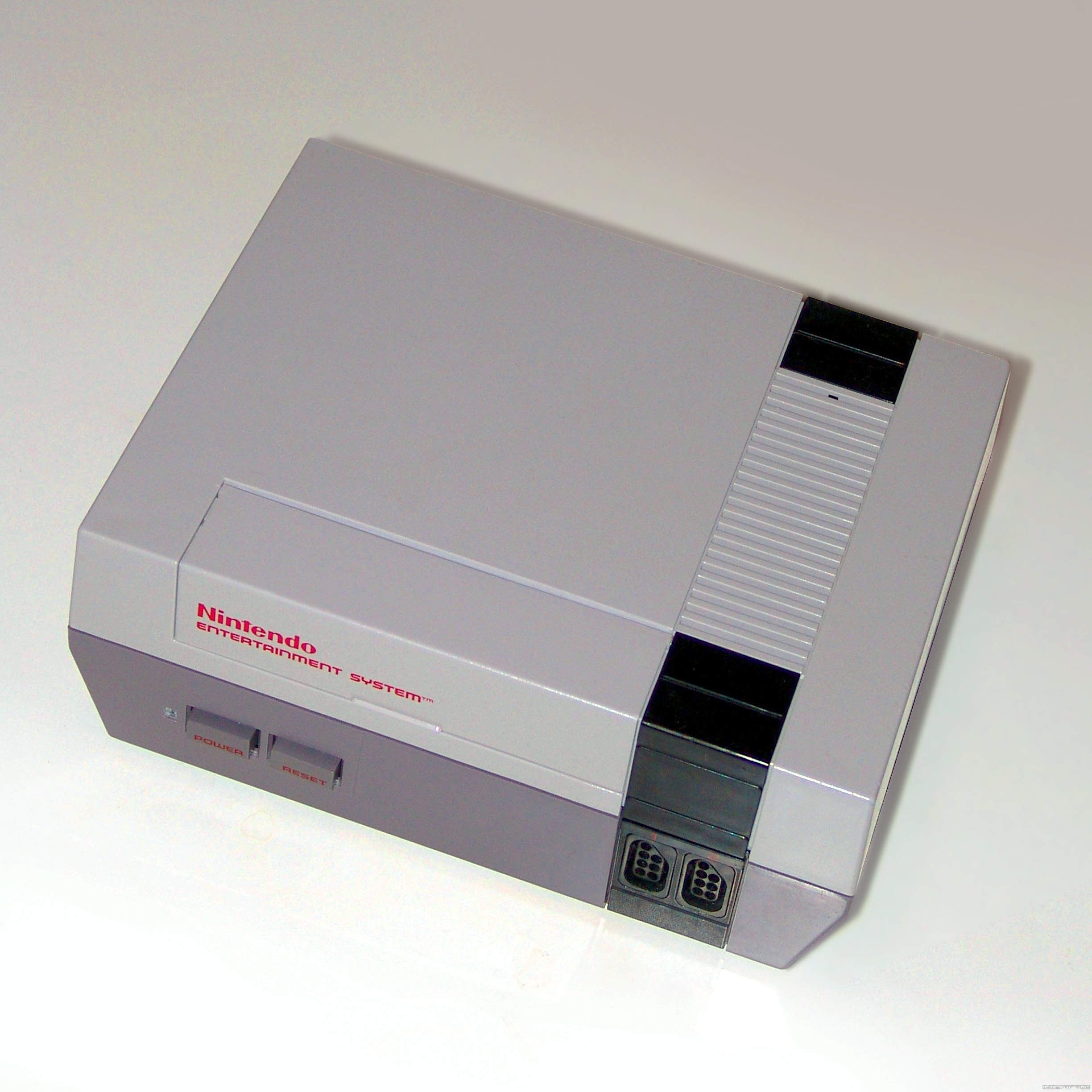
Nintendo Entertainment System lanserades 1983 och dominerade TV-spelsmarknaden under sena 1980-talet.

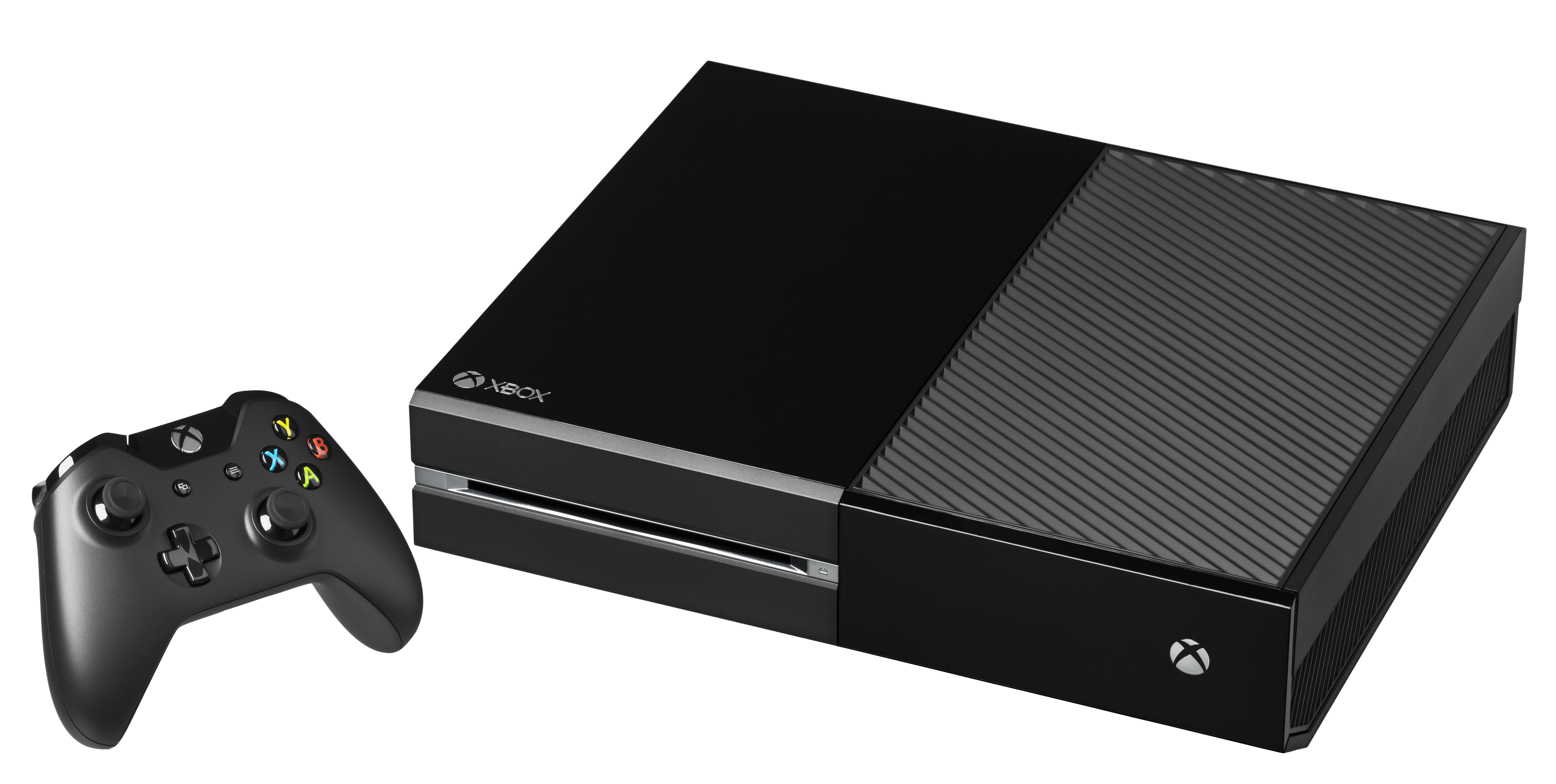
Xbox One – en populär spelkonsol under mitten av 2010-talet.

En spelkonsol eller spelmaskin, tidigare kallat TV-spel eller videospel, är en typ av dator som tillverkas enkom för att spela datorspel. Spelkonsolen strävar efter att vara så enkel att använda som möjligt, till exempel går det att använda en vanlig TV-apparat som bildskärm, och genom att hårdvaruuppgraderingar i första hand sker i samband med att en helt ny modell av spelkonsol ges ut, snarare än genom byte av enskilda interna komponenter. Spelkonsoler kan vara både stationära och portabla.

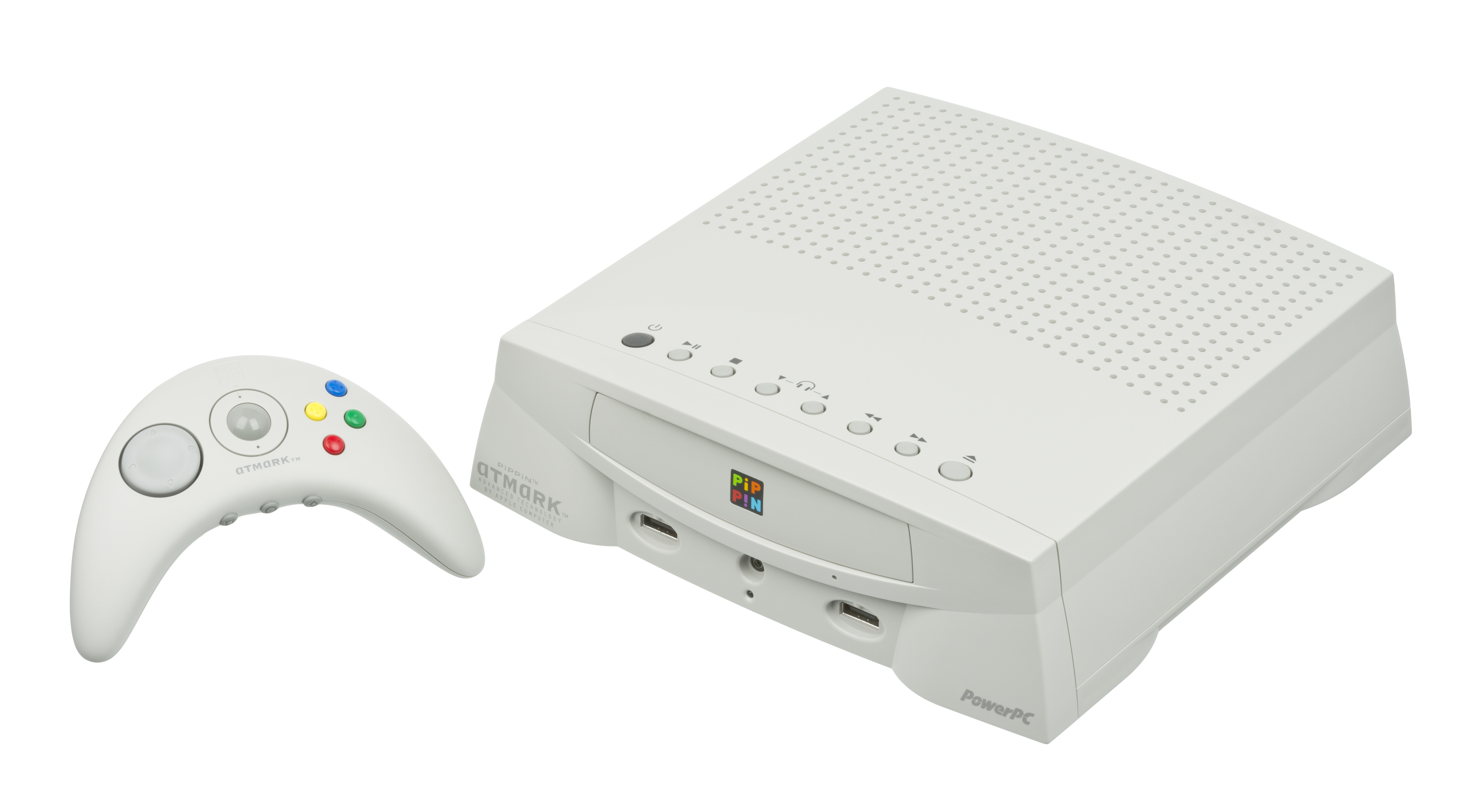
Apple Pippin utvecklades av Apple och tillverkades av Bandai (1995) och senare av Apple själva (1996–1997).

## Historisk utveckling
Den första spelen dök upp under 1972 i USA. Det var det amerikanska företaget Magnavox som släppte sin Magnavox Odyssey. Atari utvecklade sitt populära arkadspel Pong till ett TV-spel för hemmabruk, och dessa två maskiner räknas som den första generationens spelkonsoler. Den första TV-spelskraschen inträffade 1977 och orsakades av att marknaden översvämmades av mer eller mindre lagliga pongkloner och brist på förnyelse. Företaget Atari lyckades med att ta sig genom krisen och lanserade en ny maskin (Atari 2600) som även den skulle bli normsättande och starta en våg av nya spelkonsoler som Fairchild Channel F, Philips G7000 och Intellivision. Dessa maskiner tillhör den andra generationens spelkonsoler.
Den andra TV-spelskraschen inträffade under slutet av 1983 och i början av 1984 och berodde på en kombination av sviktande ekonomi, bristande förnyelse och lanseringen av billiga hemdatorer som Commodore 64. Denna gång var det Nintendo som med sin 8-bitarsmaskin NES 1986 senare satte igång TV-spelsmarknaden igen. Commodore gjorde också ett misslyckat försök att slå sig in på konsolmarknaden genom att lansera sin populära hemdator som en spelkonsol, C64GS, detsamma försökte Atari med i sin Atari XEGS. Atari 7800 var ett annat försök av Atari att hålla sig kvar på konsolmarknaden. I Sverige slog spelkonsolanvändandet igenom stort i Sverige med NES. Internationellt hade Sega stora framgångar med sin Sega Master System, NES främsta konkurrent. Dessa maskiner tillhör den tredje generationens spelkonsoler.
På det tidiga 1990-talet släpptes Nintendos 16-bitarskonsol SNES och Segas Sega Mega Drive i Sverige. De var populära, men hade konkurrens från 16-bitarsdatorer som Amiga 500 och Atari ST. Commodore misslyckades slå igenom med sin Amiga CD32. 16-bitarsmaskinerna räknas som den fjärde generationens spelkonsoler.
Atari var först med en 64-bitarskonsol 1993, Atari Jaguar, som dock floppade rejält och bidrog till Ataris konkurs. Detsamma gäller Commodores 32-bitsmaskin Amiga CD32 (1993). Sega lanserade 1995 32-bitsmaskinen Sega Saturn som hade en viss framgång, dock ej i närheten av Nintendos Nintendo 64 1996. Dominerande på 90-talet blev dock Sonys Playstation (1995). 32- och 64-bitarsmaskinerna tillhörde den femte generationens spelkonsoler.
Från mitten av 1990-talet började spelkonsolerna bli mer än bara renodlade spelmaskiner, istället utvecklades de till totalmaskiner för multimedia, tidiga exempel är Amiga CD32 och Playstation, som kunde spela upp musik-cd. Den sjätte generationens konsoler startar dock med Segas sista spelmaskin, Sega Dreamcast som dock lades ned 2001 i och med att Microsofts Xbox stod för dörren. Något bättre gick det för Nintendo Gamecube som sålde medelmåttiga 21 miljoner enheter. Som nämnts tog Microsoft sig för första gången in på konsolmarknaden med sin Xbox, släppt 2002. Denna maskin kunde med tredjepartsmjukvara konverteras till ett fullfjädrat mediacenter. Vissa konsoler gjorde det även möjligt att surfa på Internet. Sonys Playstation 2 var helt dominerande i denna generation av konsoler.
Den sjunde generationens spelkonsoler startade för bärbara konsoler 2004 med Nintendos Nintendo DS och för stationära konsoler 2005 med Microsofts Xbox 360. Samtliga stationära konsoler i denna generation använder trådlösa handkontroller och processorer baserade på PowerPC. Andra konsoler i denna generation är Nintendo Wii och Sonys Playstation 3.
De mest säljande spelkonsolerna till dags dato är Playstation 2 för stationära och Nintendo DS för portabla konsoler.
Den senaste generationen av konsoler består av:
- Nintendo Switch
- Xbox Series X och Series S
- Playstation 5

### Utgivning
|                                            | Område       |            |            |
| Konsol                                     | USA          | Japan      | Europa     |
| Magnavox                                   | 1972-09-XX - | 1972-XX-XX | 1973-XX-XX |
| Fairchild Video Entertainment System (VES) | 1976-21-08   | 1972-XX-XX | 1972-XX-XX |
| Atari 2600                                 | 1977-09-XX - | 1982-10-XX | 1978-XX-XX |
| Nintendo Entertainment System (NES)        | 1983-07-15   | 1983-07-15 | 1986-09-01 |
| Sega Master System                         | 1986-06-XX   | 1985-10-20 | 1987-XX-XX |
| Super Nintendo Entertainment System (SNES) | 1991-08-23   | 1990-11-21 | 1992-04-11 |
| Sega Mega Drive                            | 1992-10-15   | 1991-12-12 | 1993-04-19 |
| Sega Saturn                                | 1995-05-11   | 1994-11-22 | 1995-07-08 |
| Playstation                                | 1995-09-09   | 1994-12-03 | 1995-09-29 |
| Apple Pippin                               | 1996-03-28   | 1996-09-01 | ?          |
| Nintendo 64 (N64)                          | 1996-09-29   | 1996-06-23 | 1997-03-01 |
| Sega Dreamcast                             | 1999-10-14   | 1998-11-27 | 1999-10-14 |
| Playstation 2 (PS2)                        | 2000-10-26   | 2000-03-04 | 2000-11-24 |
| Xbox                                       | 2001-11-15   | 2002-02-22 | 2002-03-14 |
| Nintendo GameCube (NGC)                    | 2001-11-18   | 2001-09-14 | 2002-05-03 |
| Xbox 360                                   | 2005-11-22   | 2005-12-10 | 2005-12-02 |
| Playstation 3 (PS3)                        | 2006-11-17   | 2006-11-11 | 2007-03-23 |
| Nintendo Wii (Wii)                         | 2006-11-19   | 2006-10-02 | 2006-10-08 |
| Nintendo Wii U (Wii U)                     | 2012-11-18   | 2012-12-08 | 2012-11-30 |
| Playstation 4 (PS4)                        | 2013-11-15   | 2014-02-22 | 2013-11-29 |
| Xbox One                                   | 2013-11-22   | 2014-09-04 | 2014-11-05 |
| Nintendo Switch                            | 2017-03-03   | 2017-03-03 | 2017-03-03 |
| Xbox Series X/S                            | 2020-11-10   | 2020-11-10 | 2020-11-10 |
| Playstation 5 (PS5)                        | 2020-11-12   | 2020-11-12 | 2020-11-19 |

## Gränssnitt

### Inenheter
Standardtypen av inenheter för spelkonsoler är i allmänhet handkontroller. Dessa har blivit betydligt mer avancerade med varje generation av konsoler. Det finns flera typer inenheter som tillbehör, till exempel dansmattor och ljuspistoler.

### Utenheter
Utenhet för bild utgörs oftast av en vanlig TV-skärm eller en videoprojektor. Utenhet för ljud kan ofta vara TV:n eller en vanlig stereo.

## Skillnaden mellan spelkonsoler och persondatorer
En affärsmässig skillnad mellan datorspel för persondatorer och tv-spel för spelkonsoler är att konsoltillverkaren ska ha en viss summa för varje spelexemplar som tillverkas för konsolen och har ibland även en viss kontroll över kvalité och innehåll, medan datorspel kan tillverkas av vem som helst utan licensavgifter till någon. Detta skapar en mer sammanhållen marknad och ökar profileringen av själva maskinen.
En spelkonsols fördelar framför en persondator är
- Fysisk behändighet: Själva konsolen tar liten plats jämfört med en datorlåda, och kan enkelt anslutas till både små och stora displayer.
- Effektivitet: Till skillnad från datorn behöver spelkonsolen inte driva några processer förutom de som behövs till spelet.
- Kompatibilitet mellan hård- och mjukvara: PC-spelutgåvor måste gå att konfigurera till olika maskiner med skiftande prestanda, medan tv-spelutgåvor bara behöver fungera till en typ av maskin.
- Kopieringsskydd: Spelkassetter till spelkonsoler går inte att kopiera med vardaglig datorutrustning, medan vilken datorägare som helst kan kopiera och distribuera ett PC-spel. Detta är en fördel för spelbolagen som på så sätt säljer fler exemplar.
- Enkelhet: spelen behöver inte installeras och man kan rent av bara starta och spela.

Datorns fördelar gentemot en spelkonsol är:
- Mångsidighet: En persondator kan användas till andra saker än spel. Det går också att göra många spelrelaterade saker med en dator, som att skapa användargenererat innehåll till spelet.
- Uppgraderbarhet: En dator går att uppgradera med nya komponenter.
- Marknadens storlek: Det finns fler pc, och därmed fler tillgängliga speltitlar till pc än till konsolerna. Detta gäller inte Apple-datorer, trots att allt fler speltitlar släpps till Apples Macintosh-datorer.
- Andra typer av gränssnitt: Främst tangentbord och mus. Vissa spel är bättre anpassade till dessa än till en spelkontroll.